# Eleccions presidencials armènies de 2008

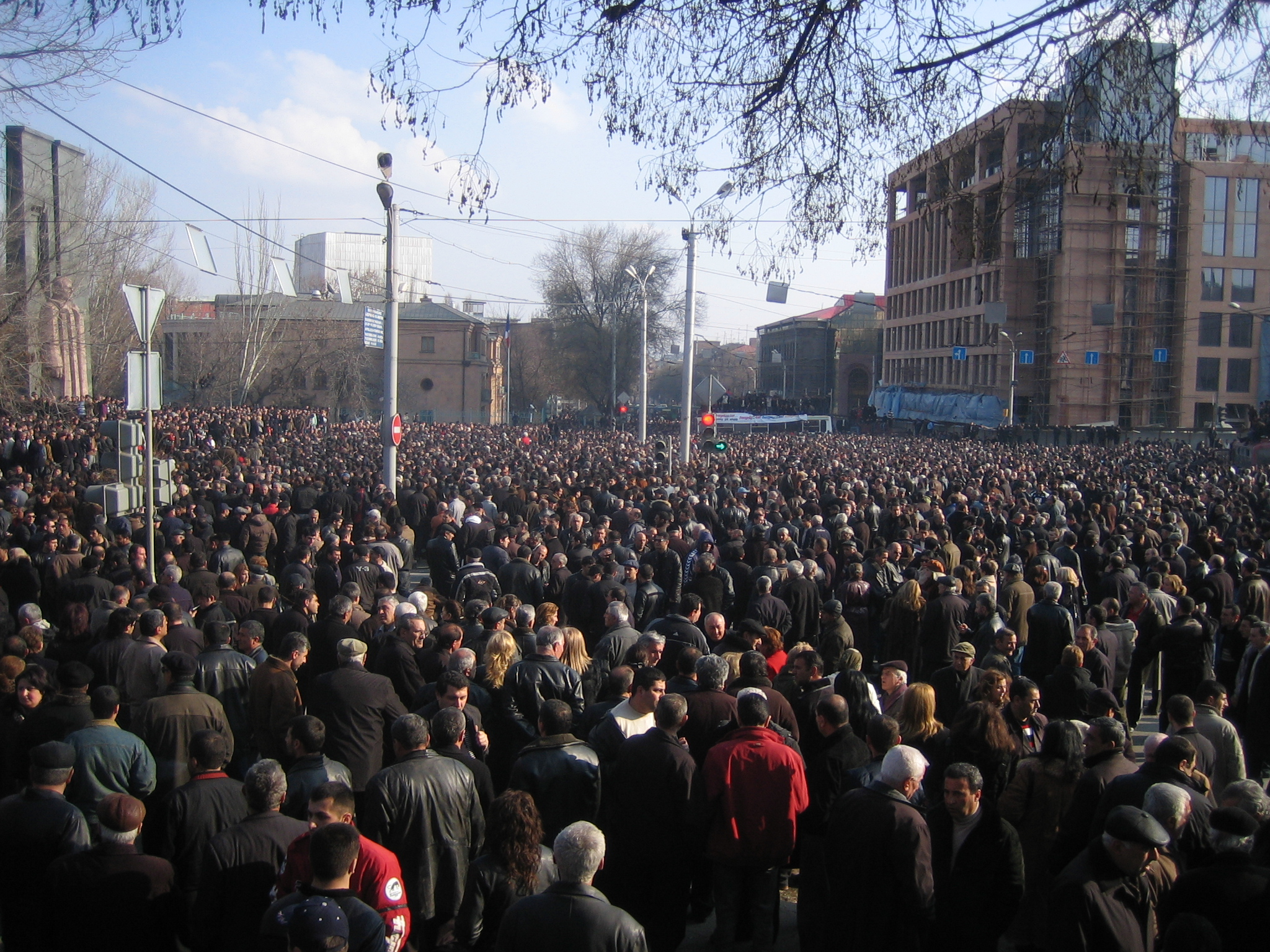
Marxa de protesta pacífica l'1 de març per protestar contra la violència policial en les manifestacions contra el resultat de les eleccions

Les Eleccions presidencials armènies de 2008 van tenir lloc el 19 de febrer de 2008. El Primer Ministre d'Armènia Serge Sarkisian, va guanyar les eleccions a la primera volta segons els resultats oficials, però això fou qüestionat per l'expresident Levon Ter-Petrossian, que oficialment quedà en segon lloc. Nogensmenys, tant els observadors de l'OSCE com els de la Unió Europea van declarar que les eleccions havien estat força democràtiques.
La candidatura de Sargsyan va ser recolzada pel president titular d'Armènia, Robert Kotxarian (que no és elegible per un tercer mandat consecutiu). Altres candidats eren Levon Ter-Petrossian i Vahan Hovhannissian, el vicepresident de l'Assemblea Nacional Armènia en representació de la Federació Revolucionària Armènia. El partit de l'oposició, Govern de la Llei, nomena l'ex portaveu parlamentari Artur Baghdasarian com el seu candidat.

## Resultats
| Candidat                                               | Partit                            | Vots      | %       |
| ------------------------------------------------------ | --------------------------------- | --------- | ------- |
| Serj Sargsian                                          | Partit Republicà d'Armènia        | 862,369   | 52,82%  |
| Levon Ter-Petrossian                                   |                                   | 351,222   | 21,50%  |
| Artur Baghdasarian                                     | Govern de la Llei                 | 272,427   | 17,70%  |
| Vahan Hovhannisian                                     | Federació Revolucionària Armènia  | 100,966   | 6,20%   |
| Vazgen Manukyan                                        | Unió Democràtica Nacional         | 21,075    | 1,30%   |
| Tigran Karapetyan                                      | Partit del Poble d'Armènia        | 9,792     | 0,60%   |
| Artashes Geghamian                                     | Unió Nacional                     | 7,524     | 0,46%   |
| Arman Melikian                                         |                                   | 4,399     | 0,27%   |
| Aram Harutyunyan                                       | Partit de la Conciliació Nacional | 2,892     | 0,17%   |
| Total                                                  | Total                             | 1,632,666 | 100,00% |
| Font: defacto.am Arxivat 2021-10-29 a Wayback Machine. |                                   |           |         |

## Protestes
Després del resultat de les eleccions, es van produir protestes de l'oposició a la Plaça de la Llibertat d'Erevan, davant de la Casa de l'Òpera. L'1 de març, els manifestants van ser violentament dispersats per la policia i les forces militars, i el president Robert Kocharyan declarà 20 dies d'estat d'emergència. Això va ser seguit per detencions en massa i purgues de membres prominents de l'oposició, així com una prohibició de facto de noves protestes contra el govern.